# Rue Charles-V
Rue Charles-V je ulice v Paříži v historické čtvrti Marais. Nachází se ve 4. obvodu. Ulice nese jméno francouzského krále Karla V.

## Poloha
Ulice vede od křižovatky s Rue du Petit-Musc a končí na křižovatce s Rue Saint-Paul.

## Historie
Západní část ulice vznikla v roce 1552 v prostoru bývalého paláce Saint-Pol původně pod názvem Rue Neuve Saint-Paul. Východní část Rue Charles-V odpovídá bývalé Rue des Trois-Pistolets. Vyhláškou ze dne 24. srpna 1864 získala celá ulice název Rue Charles-V.

## Zajímavé objekty
- dům č. 2: dům chráněný jako historická památka. Původně kabaret často navštěvovaný Robespierrem. Dochovaný portál z období regentství s maskaronem a balkón ze stejné doby.
- dům č. 5: dům ze 16. století
- dům č. 10: Hôtel de Maillé ze 17. století
- dům č. 12: bývalý Hôtel d'Aubray či Hôtel de Brinvilliers chráněný jako historická památka, palác nechal postavit kolem roku 1620 Balthazar Gobelin, prezident účetní komory.
- dům č. 15: palác z roku 1642
- dům č. 19: v roce 1885 zde bydlel malíř Adrien Adolphe Bonnefoy a Léonie Bonnefoy-Mesnil
- dům č. 23: dům s ozdobným kováním a portálem období regentství